# Coryne pusilla
Coryne pusilla är en nässeldjursart som först beskrevs av Gaertner 1774.  Coryne pusilla ingår i släktet Coryne och familjen Corynidae. Arten är reproducerande i Sverige. Inga underarter finns listade i Catalogue of Life.